# Solenostoma rufiflorum
Solenostoma rufiflorum är en bladmossart som först beskrevs av John William Colenso, och fick sitt nu gällande namn av J.J.Engel. Solenostoma rufiflorum ingår i släktet Solenostoma och familjen Solenostomataceae. Inga underarter finns listade i Catalogue of Life.